# Bjørkelangen (Tettsted)
Bjørkelangen ist eine Ortschaft (norwegisch: tettsted) im Osten der norwegischen Provinz Akershus. Der Ort bildet das Verwaltungszentrum der Gemeinde Aurskog-Høland und ist mit 4156 Einwohnern (Stand: 1. Januar 2024) deren größte Siedlung.

## Geografie
Bjørkelangen liegt am nördlichen Ende des gleichnamigen Sees, der Teil des Haldenvassdragets ist. Der Fluss Lierelva fließt durch das Ortszentrum in den Bjørkelangen. Die Gegend ist dicht bewaldet und moorig und wird häufig überschwemmt. Am nördlichen Rand des Ortszentrums befinden sich die Moore Bliksrudmåsan und Liermåsan, die zum Torfabbau genutzt werden. Die Stadt Lillestrøm ist etwa 20 Kilometer in westlicher Richtung entfernt, die schwedische Grenze liegt etwa 20 Kilometer weiter östlich.

## Geschichte
Der Name Bjørkelangen leitet sich vom Namen des Sees ab und besteht aus den Bestandteilen bjørke (Birke) und langen (ein langgestreckter schmaler See). Bis ins 19. Jahrhundert hinein bestand der Ort aus einigen verstreuten Höfen. In Eid, östlich des heutigem Ortes, wurde 1763 eine Eisenhütte gegründet, nachdem in der Nähe Eisenerz gefunden wurde. Nachdem diese Konkurs gegangen war, wurde 1812 eine Glashütte gegründet, wenige Jahre später eine Sichelschmiede und Nagelfabrik und danach eine Baumwollspinnerei, die sich allerdings ebenfalls nicht rentierten. In den 1860er Jahren wurde schließlich ein Sägewerk und eine Mühle etabliert, die bis zu einem Brand im Jahr 1958 Bestand hatten. Heute kann das Eidsverket mit seinem 1865–73 von Henrik Thrap-Meyer im Schweizerstil errichteten Hauptgebäude für Übernachtungen, Konferenzen und Hochzeiten gemietet werden.
1896 wurde die erste Etappe der Urskog–Hølandsbanen, die Urskogbanen, eröffnet, deren Endpunkt Bjørkelangen war. Um den Bahnhof wurden Werkstätten, ein Lokschuppen und ein Wasserturm zum Auffüllen der Dampflokomotiven errichtet und der Ort wuchs zunehmend und entwickelte sich zu einem lokalen Schul-, Handels- und Industriezentrum. Im Zuge der Gemeindereform 1966 wurde schließlich Bjørkelangen als Zentrum der neuen Gemeinde Aurskog–Høland bestimmt und gewann weiter an Bedeutung.

## Infrastruktur

### Verkehr
Die Urskog–Hølandsbanen wurde 1960 stillgelegt. Heute wird die seit 1982 denkmalgeschützte Bahnstrecke als Museumsbahn betrieben. Zwei regionale Straßen (Fylkesvei), Fv170 und Fv115, führen durch den Ort.

### Wirtschaft
Heute hat Bjørkelangen Bedeutung als lokales Verwaltungs- und Einkaufszentrum. Die Lokalzeitung Indre Akershus Blad wird ebenfalls im Ort herausgegeben. Wichtige Industriezweige vor Ort sind der Torfabbau, Holzverarbeitung und ein Kornsilo.

### Kultur, Bildung und Sport

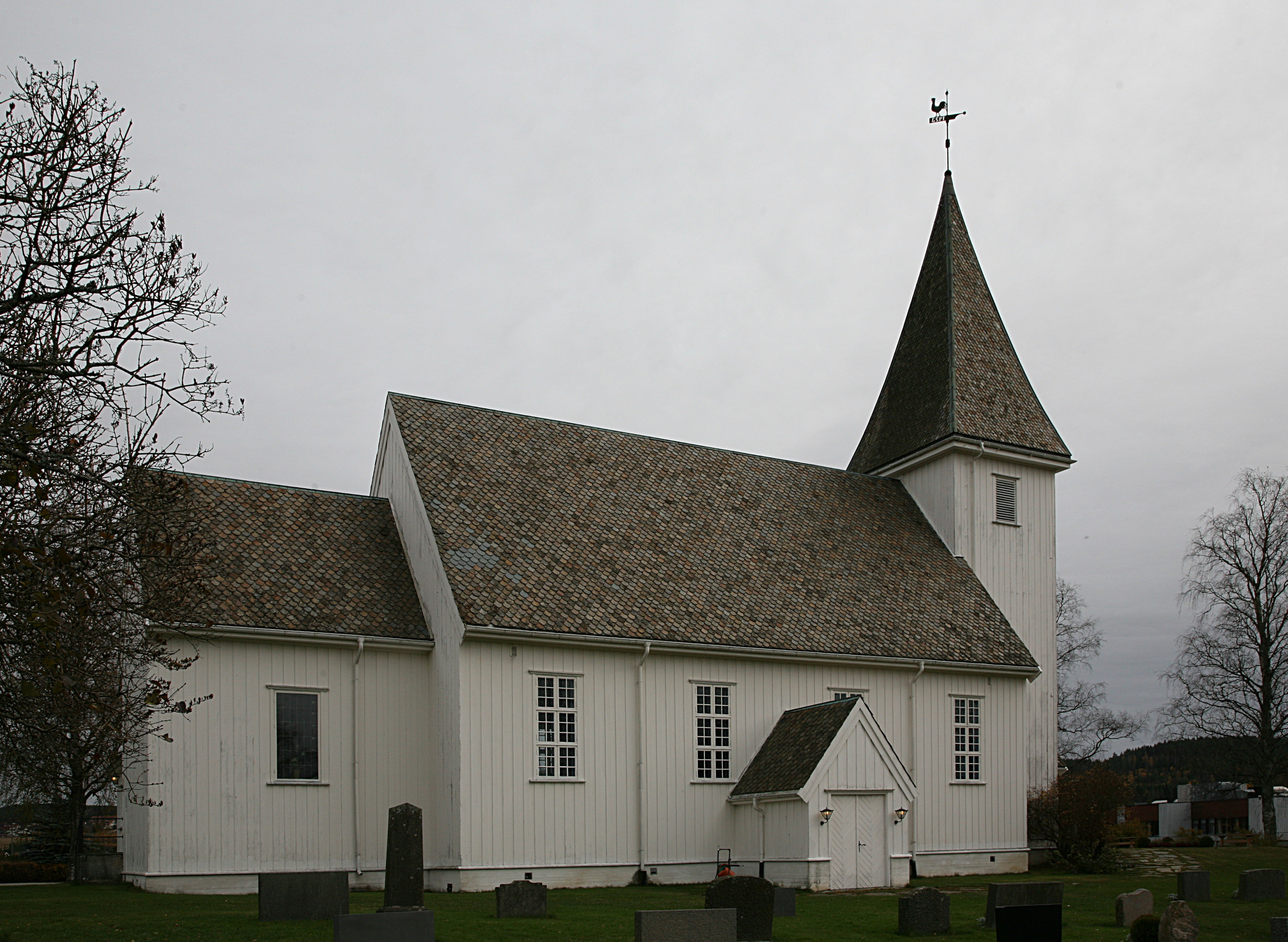
Bjørkelangen kirke

Bjørkelangen hat zwei weiterführende Schulen, Kjelle videregående skole und Bjørkelangen videregående skole, die sowohl studienspezialisierende Bildung, als auch berufsspezifische Ausbildungen anbieten. Im Ort gibt es zudem ein Schwimmbad und einen Kultursaal mit Bühne und 357 Sitzplätzen, der auch als Kinosaal genutzt wird, sowie mehrere kleinere Säle und Übungsräume, die von der Gemeinde verwaltet werden. Das Bjørkelangen musikkfestival findet jedes Jahr am letzten Augustwochenende statt.
Die Kirche von Bjørkelangen mit 250 Sitzplätzen wurde 1925, zunächst als Kapelle, errichtet. 1976 erhielt der wachsende Ort seine eigene Kirchengemeinde.
Unmittelbar westlich des Ortszentrums befindet sich das Bjørkelangen Skisenter mit einem Skilift und einer Skiabfahrt. Östlich des Ortes liegt die Motocrossbahn Eksimoa Motorpark.